# Can Granés
Can Granés és una masia de Vilamacolum (Alt Empordà) inclosa a l'Inventari del Patrimoni Arquitectònic de Catalunya. És un dels grans casals de la plaça major.

## Descripció
Edifici aïllat situat entre la Plaça de Catalunya i el carrer de les Closes. És una casa que està en procés de restauració. Els elements més destacats són algunes finestres decorades amb simples ressalts o amb motllures de tipus renaixentista. A la façana encarada al nord hi ha una petita finestra gòtica d'un sol arc trilobulat. En temps moderns s'hi va afegir una torratxa mirador coronada amb una balustrada.